# Disastro di Noril'sk
Il disastro di Noril'sk è un disastro ambientale consistito nello sversamento di circa 21 000 metri cubi di gasolio nelle masse d'acqua nei pressi di Kajerkan, a pochi chilometri da Noril'sk, a causa di un guasto nella centrale termoelettrica TĖC-3.
Il 3 giugno 2020, quattro giorni dopo lo sversamento, il Presidente russo Vladimir Putin ha dichiarato lo stato di emergenza nel territorio di Krasnojarsk.
Considerato uno dei più gravi incidenti del suo genere nella regione, è stato paragonato al disastro della Exxon Valdez del 1989, nel quale la superpetroliera statunitense versò oltre 41 000 metri cubi di petrolio al largo dell'Alaska, e a quello del Komi del 1994, nel quale un oleodotto danneggiato ha riversato centinaia di migliaia di litri di petrolio nella pianura circostante.

## Storia
Nella centrale termoelettrica TĖC-3, gestita da Noril'sko-Tajm'irkaja Energetičeskaja Kompanija (NTEK), filiale di Nornickel', il gasolio è utilizzato come carburante di emergenza. Il 29 maggio 2020, intorno alle 12:55, il serbatoio 5 ha ceduto riversando il suo contenuto di 21 163 m³ (circa 17 000 tonnellate) di gasolio in un'area di 44 ettari e in particolare nel fiume Dald'ikan, affluente dell'Ambarnaja che a sua volta sfocia nel lago Pjasino. Una Nissan Almera, entrata accidentalmente in contatto con il gasolio fuoriuscito dall'impianto, è stata distrutta dalle fiamme; inizialmente si è ritenuto che la collisione dell'autoveicolo con il serbatoio fosse stata la causa dello sversamento. Molta preoccupazione è stata destata dal fatto che il gasolio, attraverso il fiume Pjasina, potrebbe raggiungere il mare di Kara, la porzione meridionale del Mar Glaciale Artico.
Secondo Nornickel il guasto sarebbe stato causato dalla subsidenza del terreno a sua volta dovuta al degradamento del permafrost sottostante l'impianto a causa del drastico aumento delle temperature nella regione. Sotto accusa anche le condizioni del serbatoio stesso che secondo l'Agenzia federale per la supervisione ecologica, tecnologica e nucleare (Rostechnadzor) necessitava di interventi particolari per contrastare la corrosione e risultava sottoposto ad interventi di riparazione dal 2016, fatto che ne ha impedito le ispezioni regolarmente previste.
Le operazioni di pulizia, rese più difficili dall'assenza di strade nell'area e dalla poca profondità dei fiumi, totalmente inadatti alla navigazione, si stima che possano durare dai cinque ai dieci anni con un costo totale di circa 10 miliardi di rubli a carico di Nornickel.

## Conseguenze
Il 3 giugno 2020 il Presidente della Federazione Russa Vladimir Putin, su consiglio del Ministro delle situazioni di emergenza Evgenij Ziničev, ha dichiarato lo stato di emergenza a livello federale nel territorio di Krasnojarsk, criticando fortemente la tardività nell'arrivo delle informazioni. Le autorità governative infatti sono entrate in possesso delle informazioni due giorni dopo il fatto e attraverso "allarmanti messaggi sui social media".
Il Comitato investigativo ha annunciato di aver preso in custodia due manager dell'impianto, Vjačeslav Starostin e Pavel Smirnov, e due dipendenti, Aleksej Stepanov e Jurij Kuznetsov, nell'ambito di un'indagine per negligenza.